# عفت نصار
 عفت نصار، (ولد 21 يوليو 1964) لاعب مصري سابق لكرة القدم ومدرب كرة قدم في الحالي. وهو نجل من أب كويتي  وأم مصرية. لعب للزمالك والمصري في مصر.

## المسيرة الدولية
خاض 5 مباريات مع منتخب مصر، وكان ظهوره الأول أمام منتخب المغرب في 6 ديسمبر 1988.

## البطولات

### النادي
الزمالك

- الدوري المصري الممتاز : 3
1988 ، 1992 ، 1993
- كأس مصر : 1
1988
- كأس إفريقيا للأندية الأبطال : 2
1993 ، 1996
- كأس السوبر الأفريقي : 1
1994
- بطولة الأفرو آسيوية : 1
1987

المصري
- كأس مصر : 1
1998

## روابط خارجية
- عفت نصار على موقع قاعدة بيانات كرة القدم.إي يو (الإنجليزية)
- عفت نصار على موقع ناشيونال فوتبول تيمز (الإنجليزية)
- عفت نصار في Footballdatabase